# Damernas lagtempo i hastighetsåkning på skridskor vid olympiska vinterspelen 2014
Damernas lagtempo i hastighetsåkning på skridskor vid olympiska vinterspelen 2014 över 6 varv hölls på anläggningen Adler Arena skridskocenter i Sotjis olympiska park, Ryssland, den 21–22 februari 2014. Finalen kördes den 22 februari klockan 18:14 lokal tid.
Detta var den sista tävlingen i hastighetsåkning på skridskor vid spelen.

## Medaljörer
| Gren     | Guld                                                                    | Silver                                                            | Brons                                                  |
| Lagtempo | Nederländerna Jorien ter Mors Marrit Leenstra Ireen Wüst Lotte van Beek | Polen Katarzyna Bachleda-Curuś Natalia Czerwonka Luiza Złotkowska | Ryssland Olga Graf Jekaterina Lobysjeva Julija Skokova |

## Resultat

### Sammanställning
|  | Kvartsfinal | Kvartsfinal   | Kvartsfinal |         |       | Semifinal     | Semifinal | Semifinal |            |            | Final      | Final         | Final |
|  |             |               |             |         |       |               |           |           |            |            |            |               |       |
|  | 1           | Nederländerna | 2.58,61     |         |       |               |           |           |            |            |            |               |       |
|  | 7           | USA           | 3.02,21     |         |       |               |           |           |            |            |            |               |       |
|  | 7           | USA           | 3.02,21     |         | 1     | Nederländerna | 2.58,43   |           |            |            |            |               |       |
|  |             |               |             |         | 1     | Nederländerna | 2.58,43   |           |            |            |            |               |       |
|  |             | 4             | Japan       | 3.10,19 |       |               |           |           |            |            |            |               |       |
|  | 4           | 4             | Japan       | 3.10,19 | Japan | 3.03,99       |           |           |            |            |            |               |       |
|  | 4           |               |             |         | Japan | 3.03,99       |           |           |            |            |            |               |       |
|  | 5           | Sydkorea      | 3.05,28     |         |       |               |           |           |            |            |            |               |       |
|  |             |               |             |         |       |               |           |           |            |            | 1          | Nederländerna |       |
|  |             |               | 2           | Polen   |       |               |           |           |            |            |            |               |       |
|  | 3           | Kanada        | 3.02,06     |         |       |               |           |           |            |            |            |               |       |
|  | 6           | Ryssland      | 3.01,53     |         |       |               |           |           |            |            |            |               |       |
|  | 6           | Ryssland      | 3.01,53     |         | 6     | Ryssland      | 3.02,09   |           | Bronsmatch | Bronsmatch | Bronsmatch | Bronsmatch    |       |
|  |             |               |             |         | 6     | Ryssland      | 3.02,09   |           | Bronsmatch | Bronsmatch | Bronsmatch | Bronsmatch    |       |
|  |             | 2             | Polen       | 3.00,60 |       |               |           |           |            |            |            |               |       |
|  | 2           | 2             | Polen       | 3.00,60 | Polen | 3.02,12       |           | 4         | Japan      |            |            |               |       |
|  | 2           |               |             |         | Polen | 3.02,12       |           | 4         | Japan      |            |            |               |       |
|  | 8           | Norge         | 3.05,13     |         |       |               |           |           |            |            | 6          | Ryssland      |       |

### Kvartsfinaler
| Placering     | Land          | Namn                                                        | Tid     | Straff | Noteringar  |
| ------------- | ------------- | ----------------------------------------------------------- | ------- | ------ | ----------- |
| Kvartsfinal 1 |               |                                                             |         |        |             |
| 1             | Ryssland      | Olga Graf Jekaterina Lobysjeva Julija Skokova               | 3.01,53 |        | Semifinal 1 |
| 2             | Kanada        | Kali Christ Christine Nesbitt Brittany Schussler            | 3.02,06 | +0,53  | Final C     |
| Kvartsfinal 2 |               |                                                             |         |        |             |
| 1             | Polen         | Katarzyna Bachleda-Curuś Natalia Czerwonka Luiza Złotkowska | 3.02,12 |        | Semifinal 1 |
| 2             | Norge         | Hege Bøkko Mari Hemmer Ida Njåtun                           | 3.05,13 | +3,01  | Final D     |
| Kvartsfinal 3 |               |                                                             |         |        |             |
| 1             | Japan         | Misaki Oshigiri Maki Tabata Nana Takagi                     | 3.03,99 |        | Semifinal 2 |
| 2             | Sydkorea      | Kim Bo-reum Noh Seon-yeong Yang Shin-young                  | 3.05,28 | +1,29  | Final D     |
| Kvartsfinal 4 |               |                                                             |         |        |             |
| 1             | Nederländerna | Jorien ter Mors Lotte van Beek Ireen Wüst                   | 2.58,61 |        | Semifinal 2 |
| 2             | USA           | Brittany Bowe Heather Richardson Jilleanne Rookard          | 3.02,21 | +3,60  | Final C     |

### Semifinaler
| Placering   | Land          | Namn                                                        | Tid     | Straff | Noteringar |
| ----------- | ------------- | ----------------------------------------------------------- | ------- | ------ | ---------- |
| Semifinal 1 |               |                                                             |         |        |            |
| 1           | Polen         | Katarzyna Bachleda-Curuś Natalia Czerwonka Luiza Złotkowska | 3.00,60 |        | Final A    |
| 2           | Ryssland      | Olga Graf Jekaterina Sjichova Julija Skokova                | 3.02,09 | +1,49  | Final B    |
| Semifinal 2 |               |                                                             |         |        |            |
| 1           | Nederländerna | Jorien ter Mors Marrit Leenstra Ireen Wüst                  | 2.58,43 |        | Final A    |
| 2           | Japan         | Misaki Oshigiri Ayaka Kikuchi Nana Takagi                   | 3.10,19 | +11,76 | Final B    |

### Final
| Placering | Land          | Namn                                                        | Tid     | Straff | Noteringar |
| --------- | ------------- | ----------------------------------------------------------- | ------- | ------ | ---------- |
| Final A   |               |                                                             |         |        |            |
| 1         | Nederländerna | Jorien ter Mors Marrit Leenstra Ireen Wüst                  | 2.58,05 |        |            |
| 2         | Polen         | Katarzyna Bachleda-Curuś Katarzyna Woźniak Luiza Złotkowska | 3.05,55 | +7,50  |            |
| Final B   |               |                                                             |         |        |            |
| 3         | Ryssland      | Olga Graf Jekaterina Lobysjeva Julija Skokova               | 2.59,73 |        |            |
| 4         | Japan         | Misaki Oshigiri Maki Tabata Nana Takagi                     | 3.02,57 | +2,84  |            |
| Final C   |               |                                                             |         |        |            |
| 5         | Kanada        | Kali Christ Christine Nesbitt Brittany Schussler            | 3.02,04 |        |            |
| 6         | USA           | Brittany Bowe Heather Richardson Jilleanne Rookard          | 3.03,77 | +1,73  |            |
| Final D   |               |                                                             |         |        |            |
| 7         | Norge         | Hege Bøkko Camilla Farestveit Ida Njåtun                    | 3.08,35 |        |            |
| 8         | Sydkorea      | Kim Bo-reum Noh Seon-yeong Yang Shin-young                  | 3.11,54 | +3,19  |            |